# Alfred de Quervain
Alfred de Quervain (15. juni 1879 – 13. januar 1927) var en schweizisk arktisk opdagelsesrejsende og geofysiker.

## Biografi
De Quervain blev født i Uebeschi i det schweiziske distrikt Thun. Efter at have afsluttet sin skolegang i Bern studerede han geofysik og meteorologi ved universitetet i Bern fra 1898. I begyndelsen af 1901 undersøgte han vintertemperaturerne på det kontinentale Europa ved at udsende pejleballoner i Rusland. Han opnåede en doktorgrad i 1902.
Efter at have arbejdet som assistent ved Observatoriet i Neuchâtel blev han i 1905 udnævnt til privatdocent for meteorologi ved universitetet i Strasbourg . Fra 1906 var han assisterende direktør ved det schweiziske meteorologiske institut.
I 1909 stod de Quervain i spidsen for en ekspedition til Grønland, hvor han blandt andet besteg Sermitsiaq og Kingittorsuaq. Fra Ikerasak fulgte E. Bäbler og A. Stolberg ham på en rejse på ca. 250 km ud på indlandsisen. Efterfølgende besteg han sammen med Bäbler og Arnold Heim Karajak Nunataks for at undersøge gletsjerne og sammenligne med de observationer, som Erich von Drygalski indsamlede 16 år tidligere.
I 1911 blev den første station til overvågning af jordskælv etableret i Schweiz, og samme år blev de Quervain direktør for det seismologiske institut i Schweiz. Sammen med Auguste Piccard konstruerede han en avanceret seismograf til denne station. Også i 1911 giftede han sig med Elisabeth Nil, med hvem han fik to sønner.
I 1912 stod de Quervain i spidsen for en ny ekspedition til Grønland. Sammen med Hans Hoessly, Roderich Fick og Karl Gaule krydsede han indlandsisen fra vest til øst ved hjælp af hundeslæder og ski. De drog afsted den 20. juni 1912 fra det sted, der i dag hedder Quervainshavn øst for Ataa. Nær østkysten opdagede de en bjergkæde, som de opkaldte efter hjemlandet Schweiz. De nåede frem til Amassalik (nu Tasiilaq ) på østkysten den 1. august. Turen over indlandsisen var på i alt 640 km, og de fik dermed kortlagt en højdeprofil væsentlig længere mod nord end Fridtjof Nansens gjorde i 1888. 
I 1915 blev han officielt udnævnt til professor ved universitetet i Zürich. Han underviste også ved ETH Zürich.
De Quervain havde en vigtig rolle i etableringen af Jungfraujoch-forskningsstationen, som først blev færdig efter hans død efter et slagtilfælde i 1927. 

## Hæder
Der er flere geografiske steder opkaldt efter Alfred de Quervain:
- Quervainshavn, en bugt ved Uummannaq Fjord
- Quervain Bjerg, et bjerg i Sermersooq, Grønland
- Quervain Peak, et bjerg i Antarktis